# Ronde van Italië 2010/Vijfde etappe
De vijfde etappe van de Ronde van Italië 2010 werd op 13 mei 2010 verreden. Het was een vlakke rit van 162 km van Novara naar Novi Ligure.

## Verslag
De vier vluchters van de dag zijn de Duitser Paul Voss (in de groene bergtrui), de Japanner Yukiya Arashiro, en de Fransmannen Jérôme Pineau en Julien Fouchard. Met een maximale voorsprong van ongeveer 5 minuten reden ze voor het peloton uit, en kwamen als eerste aan de tussensprint, die Pineau voor z'n rekening nam. De twee heuveltjes van 3e categorie op 64km en 50km voor de streep waren voor Voss, waarmee die zijn leidersplaats in het bergklassement verstevigde. Ondertussen begon het peloton rustig aan de voorsprong te knagen. Op 25km van de streep houdt Voss het voor bekeken in de kopgroep, en hebben we nog drie leiders. Het peloton heeft er alle vertrouwen in dat ze de drie nog terug zullen pakken, maar niets is minder waar. Op 10km van de streep hebben ze nog 58" voor, en op 5km nog 30". Met nog 1,5km voor de boeg heeft het peloton ze bijna te pakken, maar door een aanval van Arashiro, waar de twee anderen op reageerden bleven ze uiteindelijk voorop. In de sprint met drie won Pineau, voor Fouchard en Arashiro. Pineau sloeg zelfs een dubbelslag, want door de tussensprint te winnen, en ook als eerste over de meet te komen neemt hij de rode puntentrui over van Graeme Brown.
De sprint van het peloton werd aangetrokken door Wouter Weylandt, maar die ging van veel te ver, en uiteindelijk kwam Tyler Farrar als vierde over de streep, op slechts 4" van de leiders. De roze leiderstrui van Vincenzo Nibali kwam nooit echt in gevaar, net zoals de witte van Valerio Agnoli.

## Uitslagen
| Uitslag etappe | Uitslag etappe      | Uitslag etappe | Uitslag etappe |
| rang           | renner              | land           | tijd           |
| -------------- | ------------------- | -------------- | -------------- |
| 1              | Jérôme Pineau       | FRA            | 3u 45'59"      |
| 2              | Julien Fouchard     | FRA            | z.t.           |
| 3              | Yukiya Arashiro     | JPN            | z.t.           |
| 4              | Tyler Farrar        | USA            | +00'04"        |
| 5              | Greg Henderson      | NZL            | z.t.           |
| 6              | Alessandro Petacchi | ITA            | z.t.           |
| 7              | Graeme Brown        | AUS            | z.t.           |
| 8              | André Greipel       | GER            | z.t.           |
| 9              | Lucas Haedo         | ARG            | z.t.           |
| 10             | William Bonnet      | FRA            | z.t.           |

| Algemeen klassement | Algemeen klassement  | Algemeen klassement | Algemeen klassement    | Algemeen klassement |
| rang                | renner               | land                | ploeg                  | tijd                |
| ------------------- | -------------------- | ------------------- | ---------------------- | ------------------- |
|                     | Vincenzo Nibali      | ITA                 | Liquigas-Doimo         | 14u30'03"           |
| 2                   | Ivan Basso           | ITA                 | Liquigas-Doimo         | +00'13"             |
| 3                   | Valerio Agnoli       | ITA                 | Liquigas-Doimo         | +00'20"             |
| 4                   | André Greipel        | GER                 | Team HTC-Columbia      | +00'26"             |
| 5                   | Matthew Goss         | AUS                 | Team Saxo Bank         | +00'26"             |
| 6                   | Aleksandr Vinokoerov | KAZ                 | Astana                 | +00'33"             |
| 7                   | Vladimir Karpets     | RUS                 | Team Katusha           | +00'39"             |
| 8                   | Richie Porte         | AUS                 | Team Saxo Bank         | +00'45"             |
| 9                   | David Millar         | GBR                 | Team Garmin-Slipstream | +00'45"             |
| 10                  | Paolo Tiralongo      | ITA                 | Astana                 | +00'59"             |

## Nevenklassementen
| Puntenklassement | Puntenklassement | Puntenklassement | Puntenklassement        | Puntenklassement |
| rang             | renner           | land             | ploeg                   | punten           |
| ---------------- | ---------------- | ---------------- | ----------------------- | ---------------- |
|                  | Jérôme Pineau    | FRA              | Quick Step              | 39               |
| 2                | Tyler Farrar     | USA              | Team Garmin-Transitions | 39               |
| 3                | Graeme Brown     | AUS              | Team Rabobank           | 37               |

| Bergklassement | Bergklassement  | Bergklassement | Bergklassement   | Bergklassement |
| rang           | renner          | land           | ploeg            | punten         |
| -------------- | --------------- | -------------- | ---------------- | -------------- |
|                | Paul Voss       | GER            | Team Milram      | 10             |
| 2              | Stefano Pirazzi | ITA            | Colnago-CSF Inox | 4              |
| 3              | Rick Flens      | NED            | Rabobank         | 4              |

| Jongerenklassement | Jongerenklassement | Jongerenklassement | Jongerenklassement | Jongerenklassement |
| rang               | renner             | land               | ploeg              | tijd               |
| ------------------ | ------------------ | ------------------ | ------------------ | ------------------ |
|                    | Valerio Agnoli     | ITA                | Liquigas-Doimo     | 14u 30'23"         |
| 2                  | Matthew Goss       | AUS                | Team HTC-Columbia  | +00'06"            |
| 3                  | Richie Porte       | AUS                | Team Saxo Bank     | +00'25"            |

| Ploegenklassement | Ploegenklassement | Ploegenklassement | Ploegenklassement | Ploegenklassement |
| rang              | ploeg             | land              | tijd              |                   |
| ----------------- | ----------------- | ----------------- | ----------------- | ----------------- |
|                   | Liquigas-Doimo    | ITA               | 42u17'18"         |                   |
| 2                 | Team HTC-Columbia | USA               | +0'01"            |                   |
| 3                 | Astana            | KAZ               | +0'19"            |                   |

1e etappe ·
2e etappe ·
3e etappe ·
4e etappe ·
5e etappe ·
6e etappe ·
7e etappe ·
8e etappe ·
9e etappe ·
10e etappe ·
11e etappe ·
12e etappe ·
13e etappe ·
14e etappe ·
15e etappe ·
16e etappe ·
17e etappe ·
18e etappe ·
19e etappe ·
20e etappe ·
21e etappe
Startlijst · Eindstanden · Afbeeldingen